# Ministerstwo Spraw Wojskowych Ukraińskiej Republiki Ludowej
Ministerstwo Spraw Wojskowych Ukraińskiej Republiki Ludowej – organ władzy państwowej Ukraińskiej Republiki Ludowej.

## Działalność ministerstwa
Minister Spraw Wojskowych stał na czele systemu dowodzenia Wojskiem i Flotą URL. Odpowiadał konstytucyjnie za „całość spraw wojskowych", a z momentem ogłoszenia stanu wojny i wyznaczenia dowódcy Armii Czynnej za rejony tyłowe frontu.
W połowie listopada 1919 zaistniało realne niebezpieczeństwo zajęcia przez oddziały „białej” Rosji tymczasowej stolicy URL – Kamieńca Podolskiego. Na posiedzeniu Rady Ministrów Ludowych zdecydowano niezwłocznie rozpocząć ewakuację wyższych organów państwowych, a jednocześnie zaproponowano Polakom zajęcie Kamieńca Podolskiego pod warunkiem pozostawienia tam ukraińskich władz cywilnych i zapewnienia praw ludności ukraińskiej. 16 listopada instytucje państwowe z minimalną liczbą pracowników opuściły Kamieniec, do którego wkrótce weszły polskie wojska. Większość pracowników ministerstwa skierowano na bezterminowy urlop. Na miejscu pozostał Główny Pełnomocnik rządu URL – minister wyznań, prof. Iwan Ohijenko, a Ministerstwo Spraw Wojskowych reprezentował ataman Fedir Kołodij.
W tym czasie minister spraw wojskowych płk Wołodymyr Salski wraz z Atamanem Głównym Symonem Petlurą przebywał w Warszawie. 12 lutego 1920 podpisano rozkaz GUW nr 87, na mocy którego do momentu powrotu ministra spraw wojskowych do Kamieńca Podolskiego, urzędnicy Ministerstwa mieli podlegać osawułowi  Porfyrijowi Buczkowi. W tym czasie w Kamieńcu znajdowało się łącznie 398 zarejestrowanych pracowników ministerstwa.
Rozkaz Naczelnego Dowództwa Sił Zbrojnych Ukraińskiej Republiki Ludowej nr 5 z 25 lutego określał, że wszyscy pracownicy MSWojsk. „przebywają w Kamieńcu jako osoby prywatne”, a zarządzanie personelem i mieniem przejął Główny Prokurator Wojskowy ppłk Jewhen Moszynskyj. Rozkaz określał, że nie przejmuje on „innych funkcji ministra spraw wojskowych poza obowiązkiem zachowania aparatu Ministerstwa Spraw Wojskowych”.
W drugiej połowie marca do Kamieńca wrócił etatowy minister spraw wojskowych płk Wołodymyr Salski, a ministerstwo rozpoczęło „normalną” działalność. Zgodnie z rozkazem NDW nr 3 z 29 marca, głównym zadaniem Ministerstwa Spraw Wojskowych było „zajmowanie się wszelkimi sprawami, które dotyczą kwestii formowania armii i prowadzenia tych formowań, nadzór nad nimi i odpowiedzialność za nie", a rozkaz Ministerstwa Spraw Wojskowych nr 14 z  31 marca wprowadzał  nowe etaty resortu i instrukcję o podziale kompetencji pomiędzy różnymi komórkami.
9 maja rozpoczęto przeniesienie ministerstwa z Kamieńca Podolskiego do Winnicy. Jednak wskutek przełamania frontu przez Armię Budionnego resort wojskowy URL został 9 czerwca ewakuowany do Żmerynki, 16 czerwca − do Starokonstantynowa, a 24 czerwca przez Płoskirów z powrotem trafił do  Kamieńca Podolskiego, gdzie „przystąpił do normalnej pracy”. Z uwagi na zmieniającą się sytuację na froncie, ewakuacja trwała jednak nadal. 9 lipca rozpoczęto ewakuację przez Zaleszczyki do Stanisławowa, a 15 lipca dalej do Rzeszowa.
Pospieszna ewakuacja doprowadziła do pewnej dezorganizacji pracy resortu. W czasie, kiedy większość jego urzędów znajdowała się w Rzeszowie, część pracowników Głównego Wydziału Sztabu Generalnego znajdowała się jeszcze przy sztabie polskiej 6 Armii w Tarnopolu, a pracownicy Wydziału Artylerii pozostali w Kamieńcu. W pierwszej połowie sierpnia z Rzeszowa do Stanisławowa przeniesiono Główny Wydział Zaopatrzenia, a część pracowników ministerstwa oddelegowano do dowództwa Atamana Głównego, gdzie sformowano Polową Kancelarię MSWojsk.
17 lipca Ataman Główny rozkazał zmniejszyć do (o dwie osoby?) dwóch osób liczbę pracowników etatowych we wszystkich komórkach Ministerstwa Spraw Wojskowych, a  pozostałych skierowano do dyspozycji szefa sztabu Armii Czynnej. Redukcje te nie dotyczyły komórek zajmujących się zaopatrzeniem. Przeszły one do sztabu Armii Czynnej w pełnym składzie. Nastąpiły też pewne zmiany w strukturze organizacyjnej resortu. Z ministerstwa został wydzielony GWSzG, w miejsce Głównego Wydziału Składu Personalnego utworzono Główny Wydział Mobilizacyjno-Personalny, a zamiast Wydziału Głównego Prokuratora Wojskowego utworzono Główny Wydział Sądownictwa Wojskowego. 13 października wydano rozkaz powrotu personelu MSWojsk. do Kamieńca Podolskiego.
Jednak wskutek klęski wojsk ukraińskich na froncie bolszewickim, ministerstwo znowu musiało opuścić miasto. Już 14 listopada rozpoczęto przygotowania do ewakuacji. Ewakuowano się przez Lanckoroń i Czemerowce do rejonu na północ od Gródka. Większość komórek resortu miała zostać rozmieszczona w Kuźminie. Na północ od wsi, za rzeką Smotrycz rozlokować się miał  Sztab Generalny, w Szyszkowcach − Główny Wydział Zaopatrzenia. 17 listopada personel ministerstwa przemieścił się w rejon Wołoczysk, a 20 listopada jego pracownicy przeszli na zachodni brzeg Zbrucza, gdzie zostali rozbrojeni i internowani przez wojska polskie. Już w polskich obozach dla internowanych  rozpoczęto wprowadzanie w życie przygotowanej jeszcze w listopadzie, a ogłoszonej dopiero w rozkazie NDW nr 454 z 31 stycznia 1921 ustawy O wyższym dowództwie wojskowym.  Minister spraw wojskowych miał od teraz dwóch zastępców z których pierwszy odpowiadał za kwestie kadrowe i administracyjne, a drugi kierował wszystkimi sprawami zaopatrzenia wojsk. W czasie pokoju ministrowi podlegali generał-inspektor i szef Sztabu Generalnego. 
W związku z demobilizacją wojska ukraińskiego, w 1924 Ministerstwo Spraw Wojskowych URL zostało zlikwidowane. W styczniu 1927 przy osobie ministra utworzono niewielki sztab, który działał w Warszawie, warunkach ścisłej konspiracji, aż do września 1939.

## Organizacja Ministerstwa Spraw Wojskowych
| 31 marca 1920 | lato 1920 |
| --- | --- |
| Minister Spraw Wojskowych Zastępca ministra Wiceminister do spraw floty wojennej i handlowej Oficer do poruczeń Adiutanci Sekretarz - Rada Wojskowa - Wydział Prawny - Wydział Ogólny - Główny Wydział Sztabu Generalnego - Główny Wydział Składu Personalnego - Główny Wydział Zaopatrzenia - Główny Wydział Wojenno-Morski - Główny Prokurator Wojskowy | Minister Spraw Wojskowych Zastępca ministra Wiceminister do spraw floty wojennej i handlowej Oficer do poruczeń Adiutanci Sekretarz - Rada Wojskowa - Wydział Prawny - Wydział Ogólny - Główny Wydział Mobilizacyjno-Personalny - Główny Wydział Zaopatrzenia - Wydział Wojenno-Morski - Główny Wydział Sądownictwa Wojskowego - Inspektorat Piechoty - Inspektorat Kawalerii - Inspektorat Wojsk Technicznych - Inspektorat Służby Sanitarnej - Misja Wojskowa URL w Polsce |

## Ministrowie Spraw Wojskowych
| Ministrowie Spraw Wojskowych        |                            |       |
| Stopień, imię i nazwisko            | Okres pełnienia stanowiska | Uwagi |
| Na terytorium URL                   |                            |       |
| gen. Ołeksandr Osiecki              | 26 XII 1918 – 21 I 1919    |       |
| gen. Ołeksandr Hrekiw               | 2 I – 13 II 1919           |       |
| sot. Ołeksandr Szapował             | 13 II – 9 IV 1919          |       |
| sot. Hryhoryj Syrotenko             | 9 IV – 27 VII 1919         |       |
| płk Wsewołod Petriw                 | 27 VII – 5 XI 1919         |       |
| gen. chor. Wołodymyr Salski         | 5 XI 1919 – 11 IX 1920     |       |
| Na emigracji                        |                            |       |
| gen. Ołeksa Gałkin                  | 11 IX – 24 XII 1920        |       |
| gen. Mykoła Junakiw                 | 24 XII 1920 – 8 II 1921    |       |
| gen. Serhij Diadiusza               | 8 II - 24 III 1921         |       |
| gen. Mychajło Omelianowicz-Pawlenko | 24 lll – 23 V 1921         |       |
| gen. Marko Bezruczko                | 23 V – 5 VIII 1921         |       |
| gen. Wiktor Pawlenko                | 5 Vlll – 15 XI 1921        |       |
| gen. Andrij Wowk                    | 15 XI 1921 – III 1922      |       |
| gen. Oleksa Gałkin                  | III – V 1922               |       |
| gen. Mykoła Junakiw                 | V 1922 – 17 VII 1923       |       |
| gen. Wolodymyr Salski               | 17 VII 1923 – 1940         |       |